# توزیع دوجمله‌ای منفی
در تئوری احتمالات و آمار، توزیع دوجمله‌ای منفی یک توزیع احتمال گسسته است که تعداد موفقیت‌هایی را که در یک دنباله از آزمایش‌های مستقل و با توزیع یکسان برنولی (با احتمال ثابت p) پیش از تعداد مشخص (غیر تصادفی) r شکست رخ می‌دهد مدل می‌کند.
به عنوان مثال اگر آمدن عدد ۶ در پرتاب یک تاس را به عنوان شکست و آمدن بقیه اعداد (۱، ۲، ۳، ۴ و ۵) را به عنوان موفقیت تعریف کنیم می‌توانیم بپرسیم قبل از اینکه سومین شکست (r=۳) را ببینیم چند پرتاب موفقیت‌آمیز رخ خواهد داد. در این حالت توزیع احتمال عدد غیر ۶ (بقیه اعداد تاس) توزیع دوجمله‌ای منفی خواهد بود. به‌طور مشابه می‌توانیم از توزیع دوجمله‌ای منفی برای مدل کردن تعداد روزهایی استفاده کنیم که یک دستگاه خاص قبل از اینکه خراب شود (r=۱) به‌طور درست کار می‌کند.

موفقیت و شکست الفاظی اختیاری هستند که گاهی با هم جابجا می‌شوند. به همین دلیل به راحتی می‌توان گفت توزیع دوجمله‌ای منفی توزیعی است از تعداد شکست‌ها قبل از r موفقیت. نتایج موفقیت و شکست در قیاس با مسائل دنیای واقع ممکن است همان نتایجی نباشند که به عنوان خوب و بد انتظار داریم بنابراین خواننده باید دقت کند که کدام نتیجه می‌تواند تعداد رخدادهای متفاوتی داشته باشد (متغیر تصادفی) و کدام نتیجه دنبالهٔ آزمایش‌ها را متوقف می‌کند (با رسیدن به تعداد r).
1. ↑  "Wikipedia: Negative Binomial Distribution".